# 13250 Danieladucato
13250 Danieladucato (1998 OJ) là một tiểu hành tinh vành đai chính được phát hiện ngày 19 tháng 7 năm 1998 bởi A. Boattini và L. Tesi ở San Marcello Pistoiese.